# نينا ماركوفيتش
نينا ماركوفيتش (بالإنجليزية: Nina Marković)‏ هي فيزيائية كرواتية وأمريكية، ولدت في القرن العشرين.